# Urús
Urús – gmina w Hiszpanii,  w Katalonii, w prowincji Girona, w comarce Baixa Cerdanya.
Powierzchnia gminy wynosi 17,41 km². Zgodnie z danymi INE, w 2005 roku liczba ludności wynosiła 205. Wysokość bezwzględna gminy równa jest 1263 metrów. Współrzędne geograficzne Urús to 42°21'9"N 1°51'12"E. Kod pocztowy do gminy to 17538. Burmistrzem Urús jest Jordi Cruilles i Rigola.

## Dynamika populacji
- 1991 – 124
- 1996 – 141
- 2001 – 198
- 2004 – 206
- 2005 – 205

## Miejscowości
W skład gminy Urús wchodzą dwie miejscowości, w tym miejscowość gminna o tej samej nazwie:
- Urús – liczba ludności: 190
- La Valira – 15

## Linki zewnętrzne

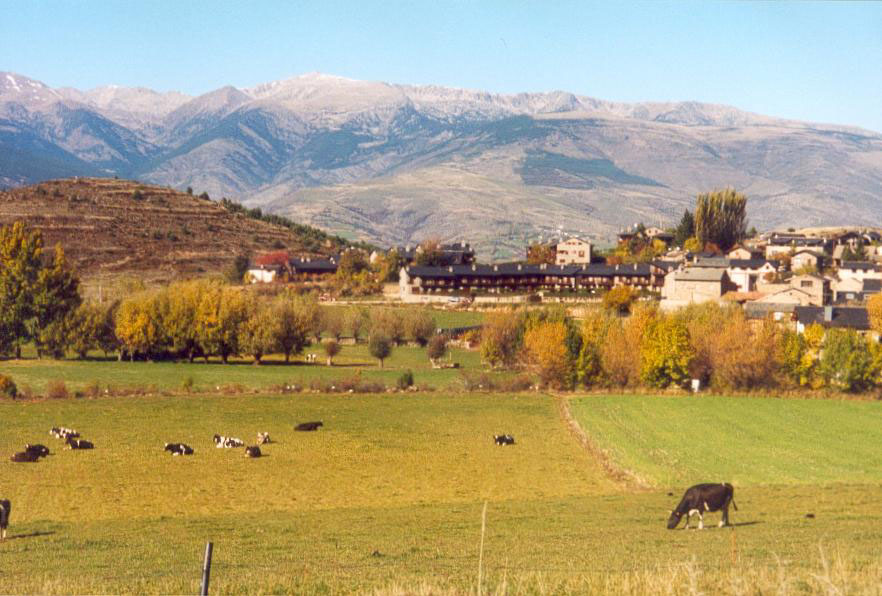
Miejscowość gminna Urús